# Loi des 10 heures
Pour les articles homonymes, voir Loi travail.
La loi des 10 heures est un décret instauré en France le 2 mars 1848 par le Gouvernement provisoire de 1848.
Il fixe la journée de travail à 10h à Paris et 11h en province ; il interdit le marchandage.
Ce décret fut supprimé le 9 septembre 1848. La loi ne fut cependant pas abolie mais la durée légale fut fixée à 12h alors qu'elle n'était précédemment pas limitée.

## Sources
- François Jarrige et Bénédicte Reynaud, « La durée du travail, la norme et ses usages en 1848 », Genèses, no 85,‎ avril 2011, p. 70-92 (lire en ligne)